# 康德蘇約斯省
康德蘇約斯省（西班牙語：Provincia de Condesuyos），是秘魯的省份，位於該國南部阿雷基帕大區，首府是丘基班巴，始建於1825年6月21日，面積6,958平方公里，2007年人口18,991，人口密度每平方公里2.73人。
15°50′21″S 72°39′05″W / 15.839264°S 72.651358°W